# María Ribera
María Ribera (8 de julho de 1986) é uma jogadora de rugby sevens espanhola.

## Carreira
María Ribera integrou o elenco da Seleção Espanhola Feminina de Rugbi de Sevens, na Rio 2016, que foi 7º colocada.